# Zanthoxylum piperitum
Zanthoxylum piperitum, de nombre común pimienta de Sichuan, pimienta japonesa, pimienta coreana sanshō, cayatuna o chopi, es una especie de planta de la familia Rutaceae. Su área de distribución natural abarca desde Hokkaidō hasta Kyūshū en Japón, parte del sur de la península de Corea y la China continental.
Su nombre común corresponde al polvo resultante de la molienda de los frutos, muy consumido en Asia como especia. A pesar de su nombre, no tiene relación con la pimienta negra y es común en Sichuan (China), como también en la región del Tíbet, Bután y la cocina japonesa. En chino es conocida como 花椒, pinyin: huājiāo, literalmente "pimienta flor"; también se llama shānjiāo, "pimienta de montaña".

## Descripción
El arbusto espinoso, aromático y de hoja caduca, que en ocasiones puede tomar forma de pequeño árbol, florece entre los meses abril y mayo formando racimos de flores axilares, de unos 5 mm y de color amarillo verdoso. Es dioico y las flores de la planta masculina se pueden consumir como hana-sanshō, mientras que las flores femeninas producen bayas o granos de pimienta de aproximadamente 5 mm.
Para la cosecha comercial, las variedades sin espinas llamadas Asakura sanshō se cultivan ampliamente. Alrededor de septiembre a octubre, las bayas se vuelven de color escarlata y explotan, esparciendo las semillas negras de su interior.
Las ramas están protegidas por espinas que crecen por pares. Las hojas son alternas y bipinnadas, con 5 a 9 pares de folíolos de márgenes ligeramente dentados.

## Cultivo

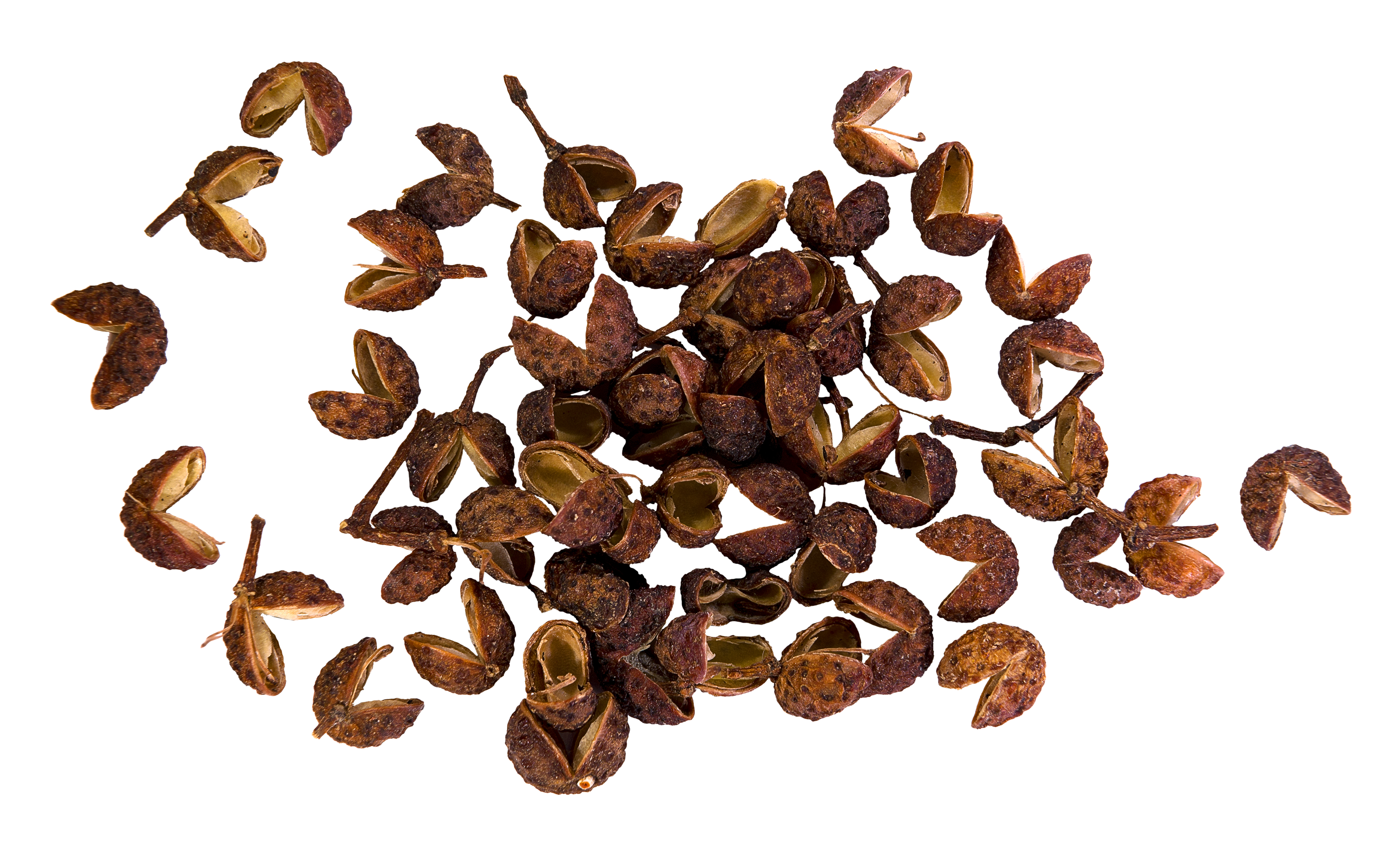
Pimienta de Sichuan

En Japón, la Prefectura de Wakayama cuenta con el 80% de la producción nacional. En esta prefectura, el pueblo de Aridagawa produce una variedad especial llamada budō sanshō ("uva sansho"), que produce grandes frutos y racimos, como un racimo de uvas. La variedad sin espinas, Asakura sansho, deriva su nombre de su lugar de origen, el distrito de Asakura en la localidad de Yabu, de la prefectura de Hyōgo.

## Usos culinarios

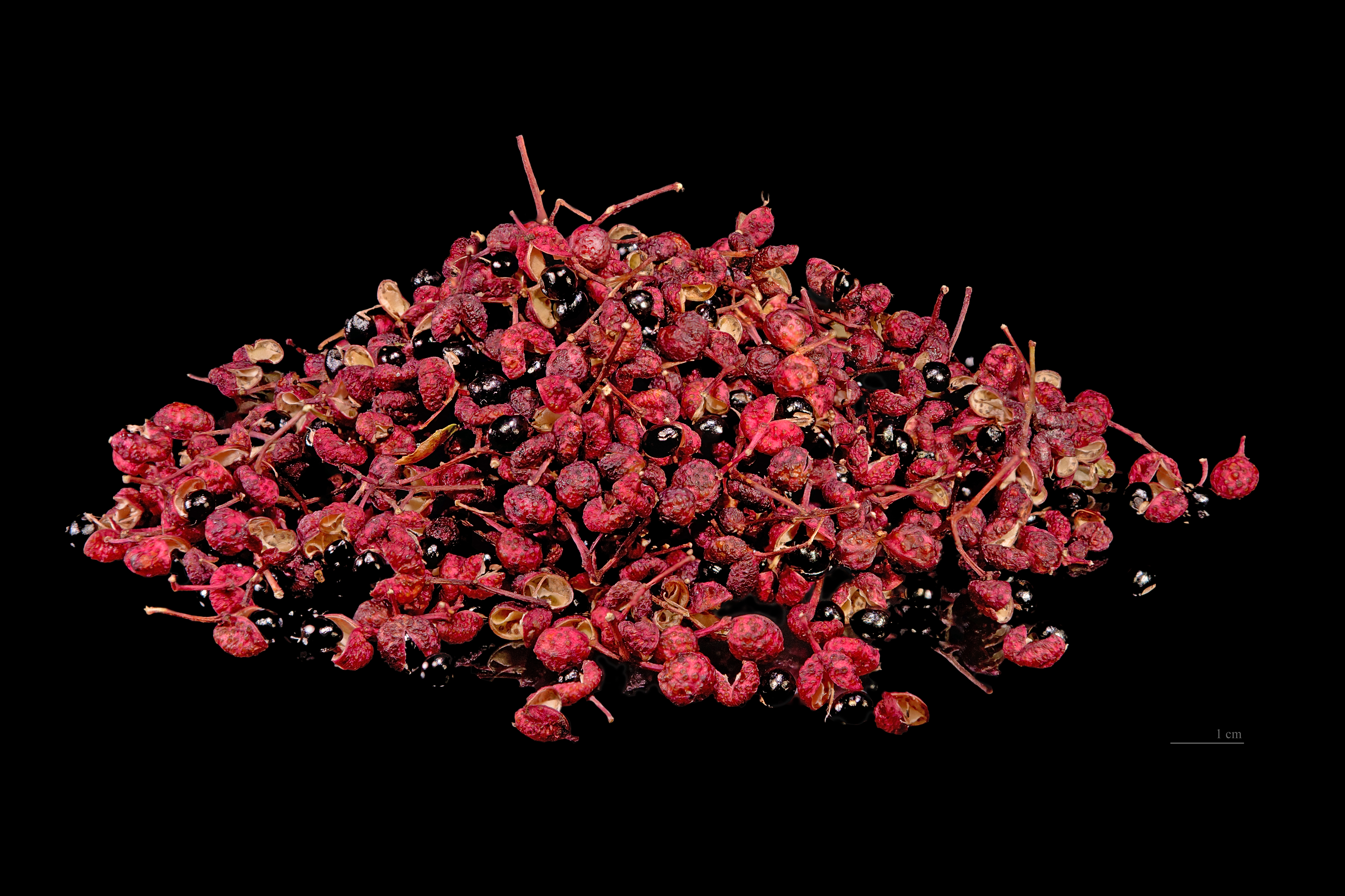
Frutos y semillas

La pimienta de Sichuan tiene leves reminiscencias a limón, pero es picante y por ello pertenece a la familia de las pimientas más fuertes. La mayoría de las recetas proponen un breve tostado y luego una molienda fina antes de agregarla a la comida. Generalmente se agrega al final de la preparación.
Se supone que es combinable con platos de pescado, pato y pollo. Ma la (en chino, 麻辣; pinyin, málà), una especia común en la cocina de Sichuan, es una combinación de esta variedad con frutos del género Capsicum.
Entre los años 1968 y 2005, su importación estuvo prohibida en los Estados Unidos por una resolución de la Administración de alimentos y drogas porque encontró que era capaz de transportar una bacteria llamada Xanthomonas, conocida como cáncer de los cítricos.

## Taxonomía
La especie fue descrita inicialmente como Fagara piperita por Carlos Linneo y publicada en Systema Naturae, Editio Decima 2: 897, en 1759, actualmente, es tanto un sinónimo como el basónimo de esta; y ulteriormente, sería transferida al género Zanthoxylum por Augustin Pyrame de Candolle en Prodromus systematis naturalis regni vegetabilis 1: 725, en 1824.

#### Etimología
Véase: Zanthoxylum
piperitum: epíteto latino que significa "como la pimienta".